# Mimobolbus angolensis
Mimobolbus angolensis är en skalbaggsart som beskrevs av Jan Krikken 1977. Mimobolbus angolensis ingår i släktet Mimobolbus och familjen Bolboceratidae. Inga underarter finns listade i Catalogue of Life.